# Mythimna monticola
Mythimna monticola là một loài bướm đêm trong họ Noctuidae.